# Forêt d'Amboise
 (décembre 2024).
La Fôret d'Amboise est une fôret majoritairement privée située en Indre-et-Loire. Elle est principalement constituée de chênes séssiles et pédonculés. En 2022, elle s'étendait sur plus de 6 000 hectares dont seuls 125 hectares qui entourent l'étang de la Moutonnerie sont publics et appartiennent à la commune d'Amboise.

## Géographie
Cette Fôret se situe à l'Est du département et s'étend sur les communes d'Amboise, de Chenonceaux, de la Croix-en-Touraine, de Dierre, de Saint-Martin-le-Beau, de Lussault sur Loire, de Sainte-Règle et de Souvigny-de-Touraine.
La température annuelle moyenne y est d'environ 11,5° et la pluviométrie de 650 à 700 millimètres par an.